# Pentaceraster multispinus
Pentaceraster multispinus är en sjöstjärneart som först beskrevs av von Martens 1866.  Pentaceraster multispinus ingår i släktet Pentaceraster och familjen Oreasteridae. Inga underarter finns listade i Catalogue of Life.